# اسپندارهای خارپشتی
اسپندارهای خارپشتی(نام علمی: Echinocereus) نام یک سرده از تیره کاکتوسان است.